# Satyrium coriophoroides
Satyrium coriophoroides är en orkidéart som beskrevs av Achille Richard. Satyrium coriophoroides ingår i släktet Satyrium och familjen orkidéer. Inga underarter finns listade i Catalogue of Life.